# Jay Robert Thomson
Cet article concerne le coureur cycliste. Pour le surfeur, voir Jay Thomson.
Jay Robert Thomson, né le 12 avril 1986 à Krugersdorp, est un coureur cycliste sud-africain, professionnel entre 2007 et 2020.

## Biographie
Jay Robert Thomson naît le 12 avril 1986 à Krugersdorp en Afrique du Sud.
Membre de Konica Minolta-Bizhub en 2007, il court pour MTN de 2008 à 2009, puis enchaîne avec Fly V Australia en 2010, Bissell en 2011, UnitedHealthcare en 2012 et retourne chez MTN-Qhubeka à partir de 2013. Fin 2015 il prolonge le contrat qui le lie à son employeur. Après huit saisons passées dans la même structure, il n'est pas conservé pour la saison 2021. Il met un terme à sa carrière à 34 ans.

## Palmarès et classements mondiaux

### Palmarès
- 2006[1]
  - Anatomic Jock Race
  - 3e du Powerade Dome 2 Dome Cycling Spectacular
- 2007
  -  Médaillé d'argent au championnat d'Afrique du contre-la-montre
  -  Médaillé de bronze au championnat d'Afrique sur route
- 2008
  -  Champion d'Afrique du contre-la-montre
  -  Champion d'Afrique du Sud du contre-la-montre espoirs
  - Tour d'Égypte :
    - Classement général
    - 1re et 2e étapes

  - 2e du Deutsche Bank Cycle Tour
  - 7e du championnat d'Afrique sur route
- 2009
  -  Champion d'Afrique du contre-la-montre
  -  Champion d'Afrique du contre-la-montre par équipes (avec Reinardt Janse van Rensburg, Ian McLeod et Christoff van Heerden)
  - 3e, 8e et 9e étapes de l'International Cycling Classic
  - Pick 'n Pay OFM Classic
  - 2e du Tour du Cap II
  -  Médaillé d'argent au championnat d'Afrique sur route
  - 3e du championnat d'Afrique du Sud du contre-la-montre
- 2010
  - 3e étape du Tour de Wellington
  - 2e étape du Tour de Langkawi
  - 8e étape de l'International Cycling Classic
  - 2e de la Fitchburg Longsjo Classic
  - 3e du Tour de Wellington
  - 3e du Tour of the Battenkill
- 2011
  -  Médaillé d'or du contre-la-montre par équipes aux Jeux africains (avec Reinardt Janse van Rensburg, Nolan Hoffman et Darren Lill)
  - 2e du championnat d'Afrique du Sud du contre-la-montre
  -  Médaillé d'argent de la course en ligne aux Jeux africains
- 2012
  - 1re étape du Tour du Portugal
  -  Médaillé d'argent au championnat d'Afrique sur route
  - 2e du championnat d'Afrique du Sud du contre-la-montre
  -  Médaillé de bronze au championnat d'Afrique du contre-la-montre
- 2013
  -  Champion d'Afrique du Sud sur route
  - 1re étape du Tour du Rwanda
  - 2e du championnat d'Afrique du Sud du contre-la-montre
- 2014
  - 2e du championnat d'Afrique du Sud du contre-la-montre
  - 3e du championnat d'Afrique du Sud sur route
- 2015
  -  Médaillé d'argent du championnat d'Afrique du contre-la-montre par équipes
  -  Médaillé d'argent du championnat d'Afrique sur route

### Résultats sur les grands tours

#### Tour de France
1 participation
- 2018 : 143e

#### Tour d'Italie
- 2016 : 149e

#### Tour d'Espagne
- 2014 : 155e
- 2015 : 123e

### Classements mondiaux
| Année            | 2006 | 2007 | 2008 | 2009 | 2010 | 2011 | 2012 | 2013 | 2014 | 2015 |
| ---------------- | ---- | ---- | ---- | ---- | ---- | ---- | ---- | ---- | ---- | ---- |
| UCI Africa Tour  | 31e  | 56e  | 2e   | 4e   | 8e   | 81e  | 127e | 7e   | 53e  | 33e  |
| UCI America Tour |      |      | 312e |      | 158e |      |      |      |      |      |
| UCI Asia Tour    |      |      |      |      | 104e |      |      |      |      |      |
| UCI Europe Tour  |      |      |      |      |      |      | 369e |      |      |      |
| UCI Oceania Tour |      |      |      |      | 18e  |      |      |      |      |      |